# Kościół Nawiedzenia Najświętszej Maryi Panny i św. Józefa w Krośnie
Kościół Nawiedzenia Najświętszej Maryi Panny i św. Józefa w Krośnie – barokowy kościół w Krośnie koło Ornety w województwie warmińsko-mazurskim wybudowany w latach 1715–1721.

## Historia
Według legendy w Drwęcy Warmińskiej znaleziono cudowną figurkę Matki Boskiej z Dzieciątkiem. W pobliżu tego miejsca ok. 1400 r. postawiono drewnianą kaplicę, w której umieszczono otaczaną kultem figurkę. Nową kaplicę wystawił właściciel Krosna Jakub Barcz w 1593. Była ona większa od poprzedniej i wykonana z muru pruskiego. Od 1600 w kaplicy raz w miesiącu odprawiano mszę świętą. Kardynał Michał Radziejowski przydzielił kaplicy stałego kapelana w 1685. W 1709 roku podjęto przygotowania do budowy nowego zespołu pielgrzymkowego, wzorowanego na założeniu architektonicznym Świętej Lipki. W latach 1710–1714 zmieniono bieg rzeki, aby kościół wybudować w miejscu znalezienia figurki. Budowę świątyni rozpoczęto w 1715. Położenia kamienia węgielnego dokonał biskup warmiński Teodor Andrzej Potocki tego samego roku, dnia 18 września. Budowę kościoła zakończono w 1721, ale prace wykończeniowe trwały do 1759. W dniu 8 września 1720 kościół konsekrował biskup Teodor Andrzej Potocki. 

## Galeria

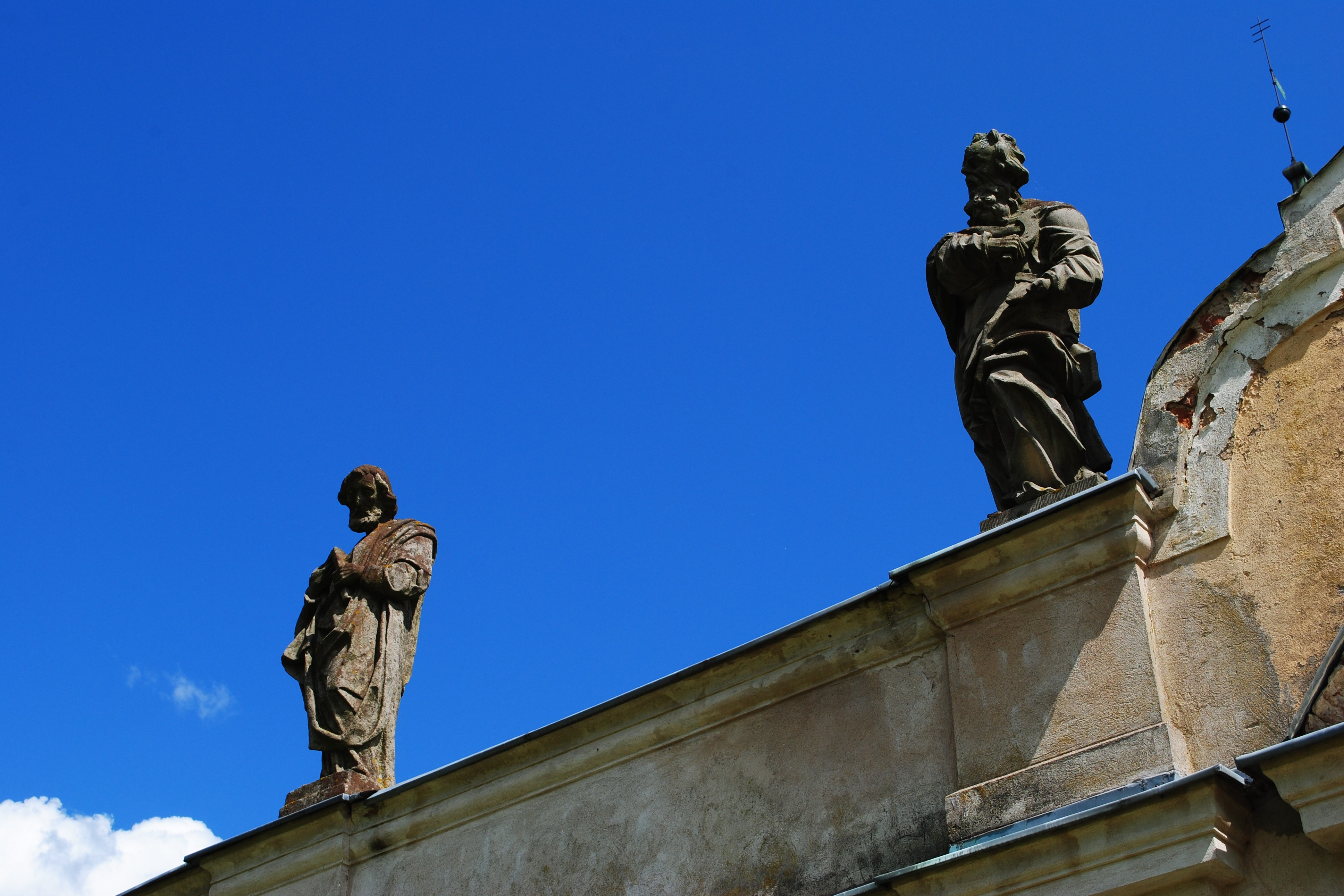
Figury przy wejściu do zespołu kościelnego
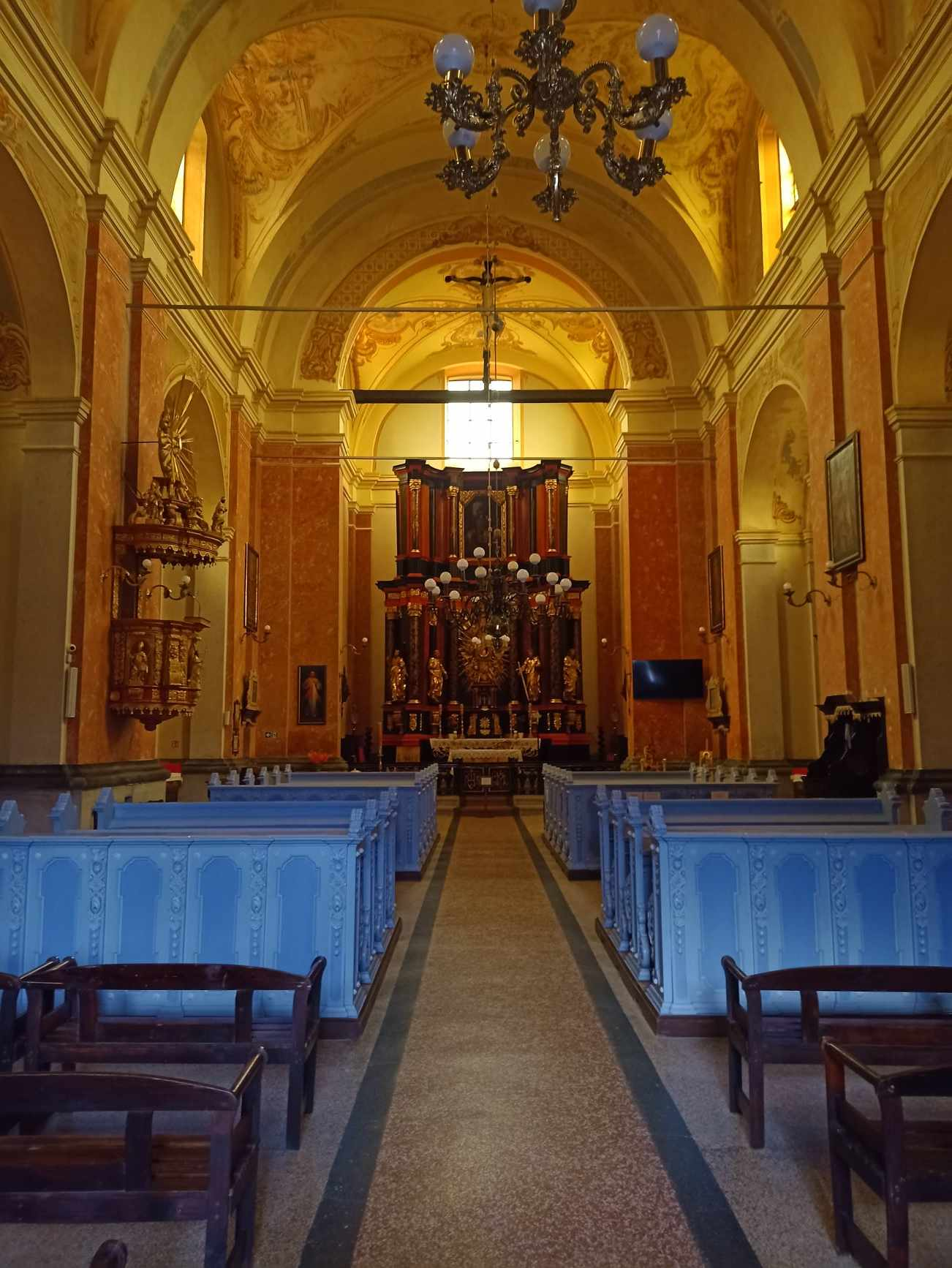
Wnętrze kościoła z widocznym ołtarzem
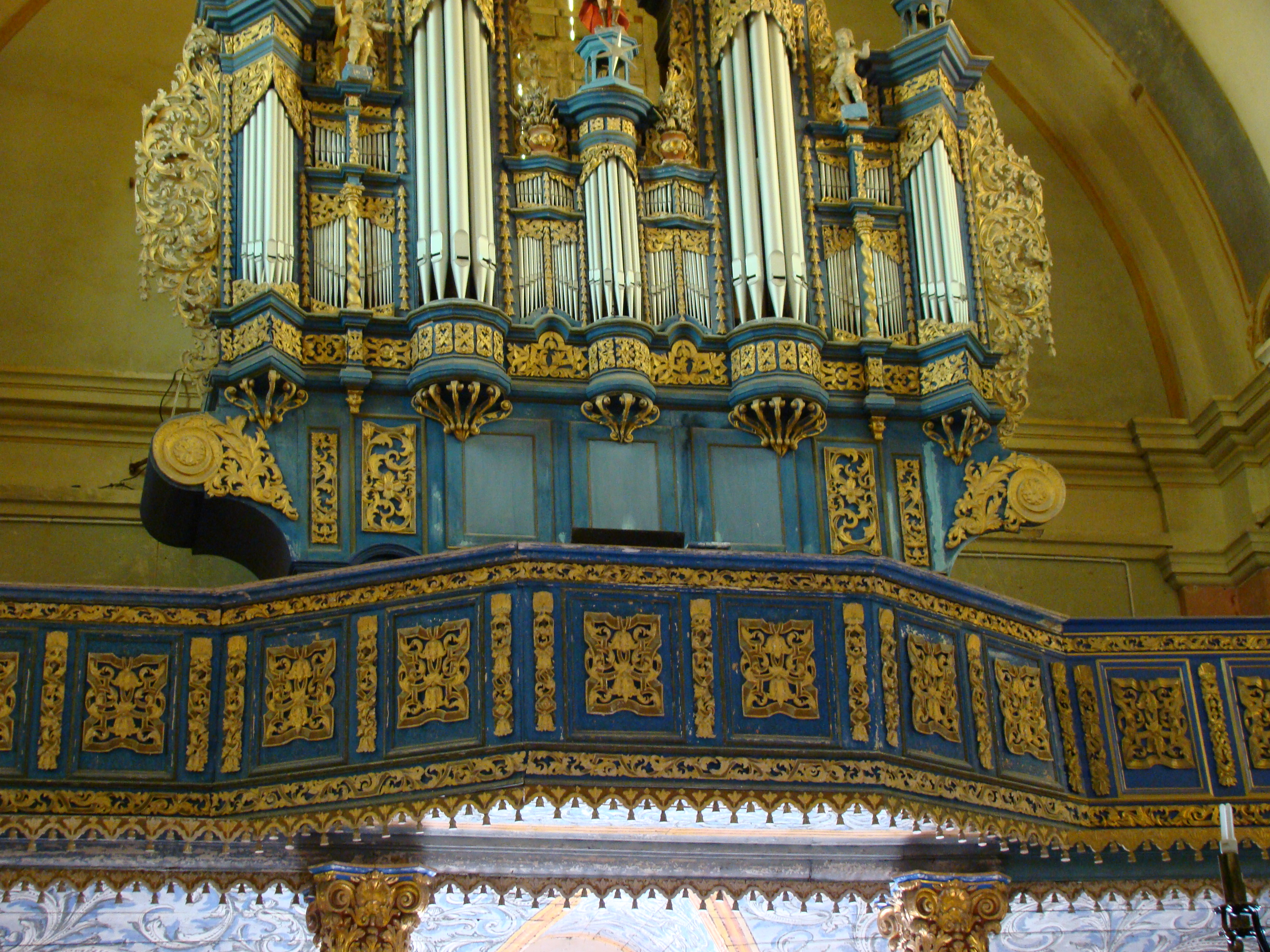
Organy
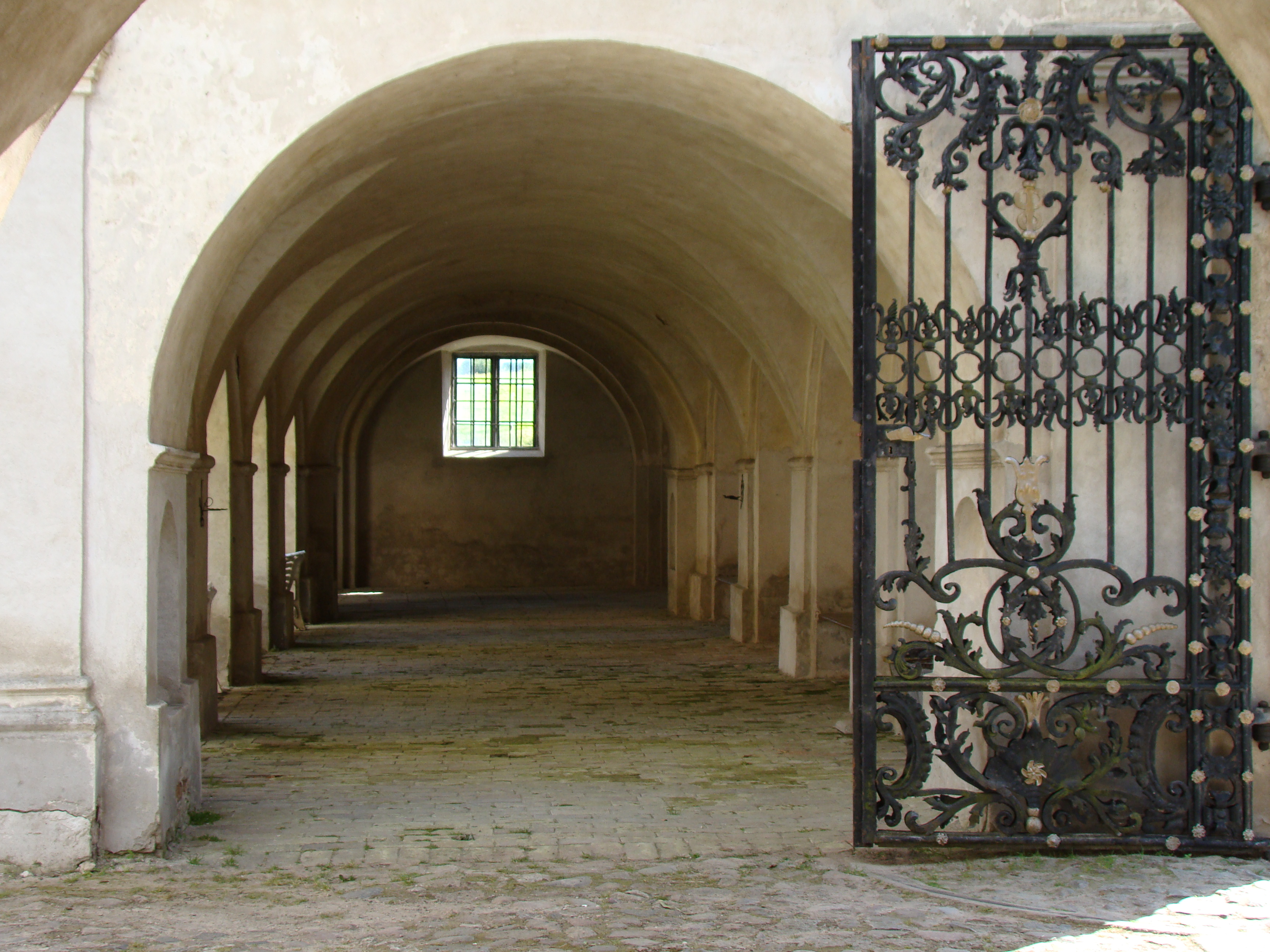
Krużganki
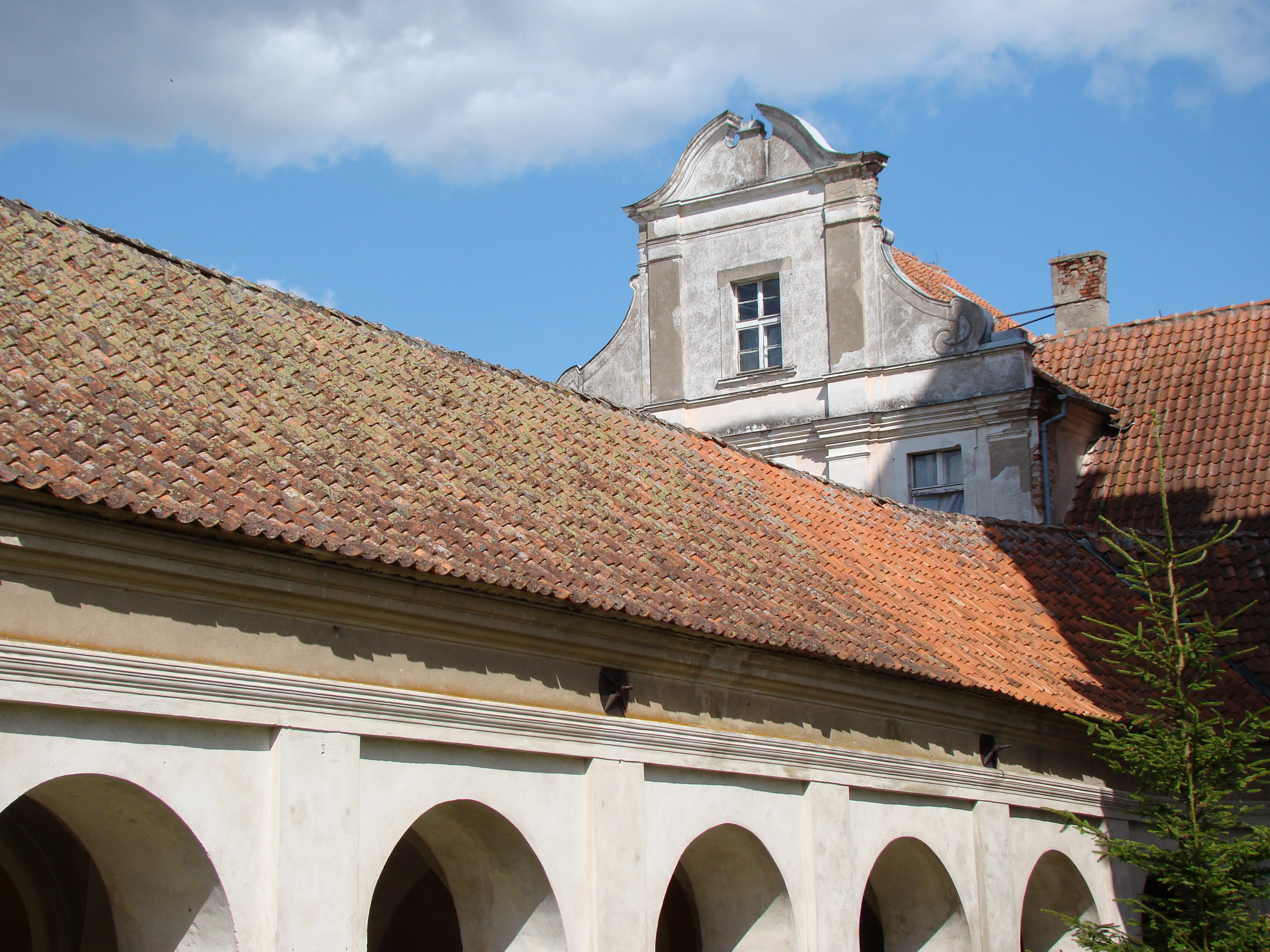
Widok na krużganki i plebanię
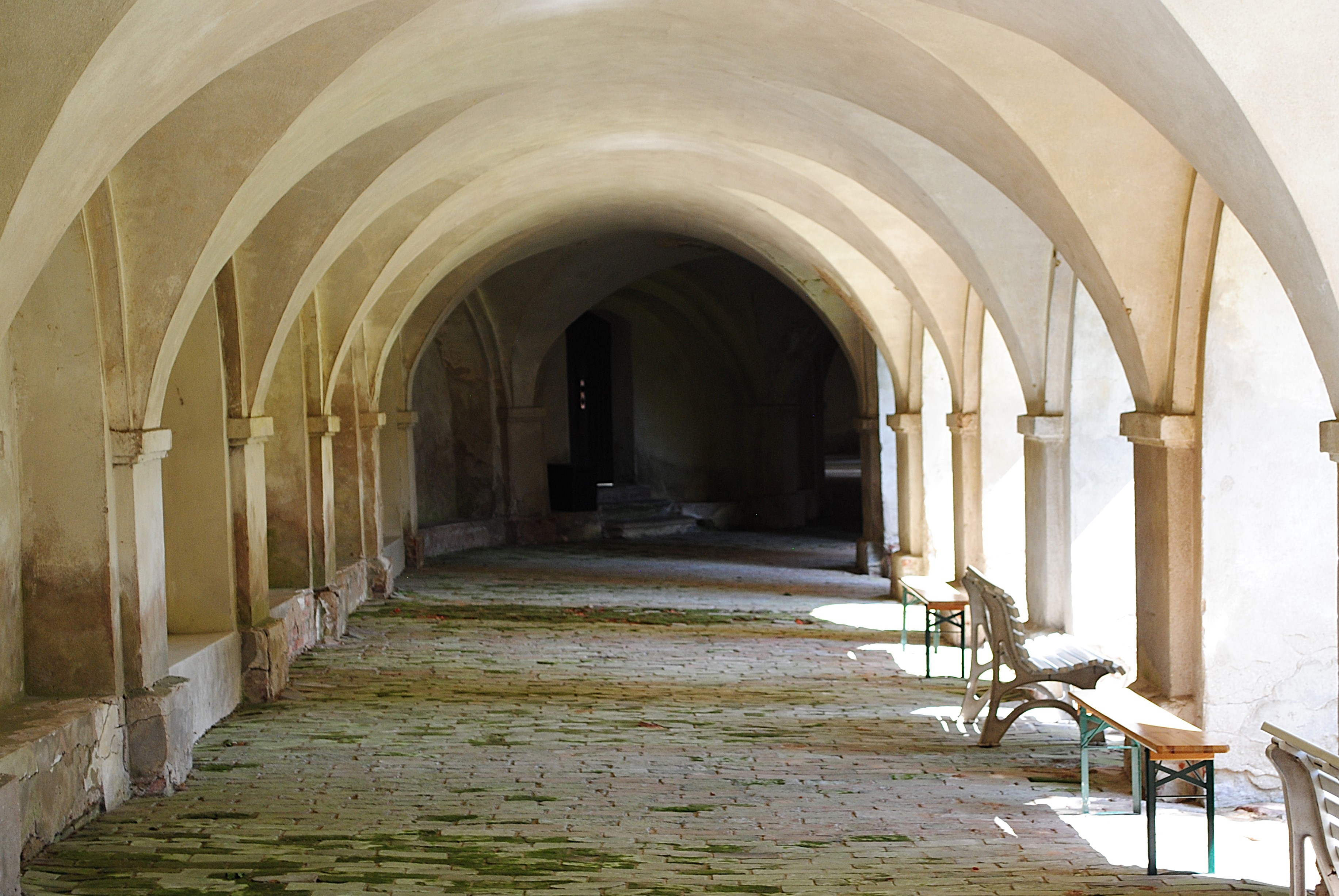
Krużganki
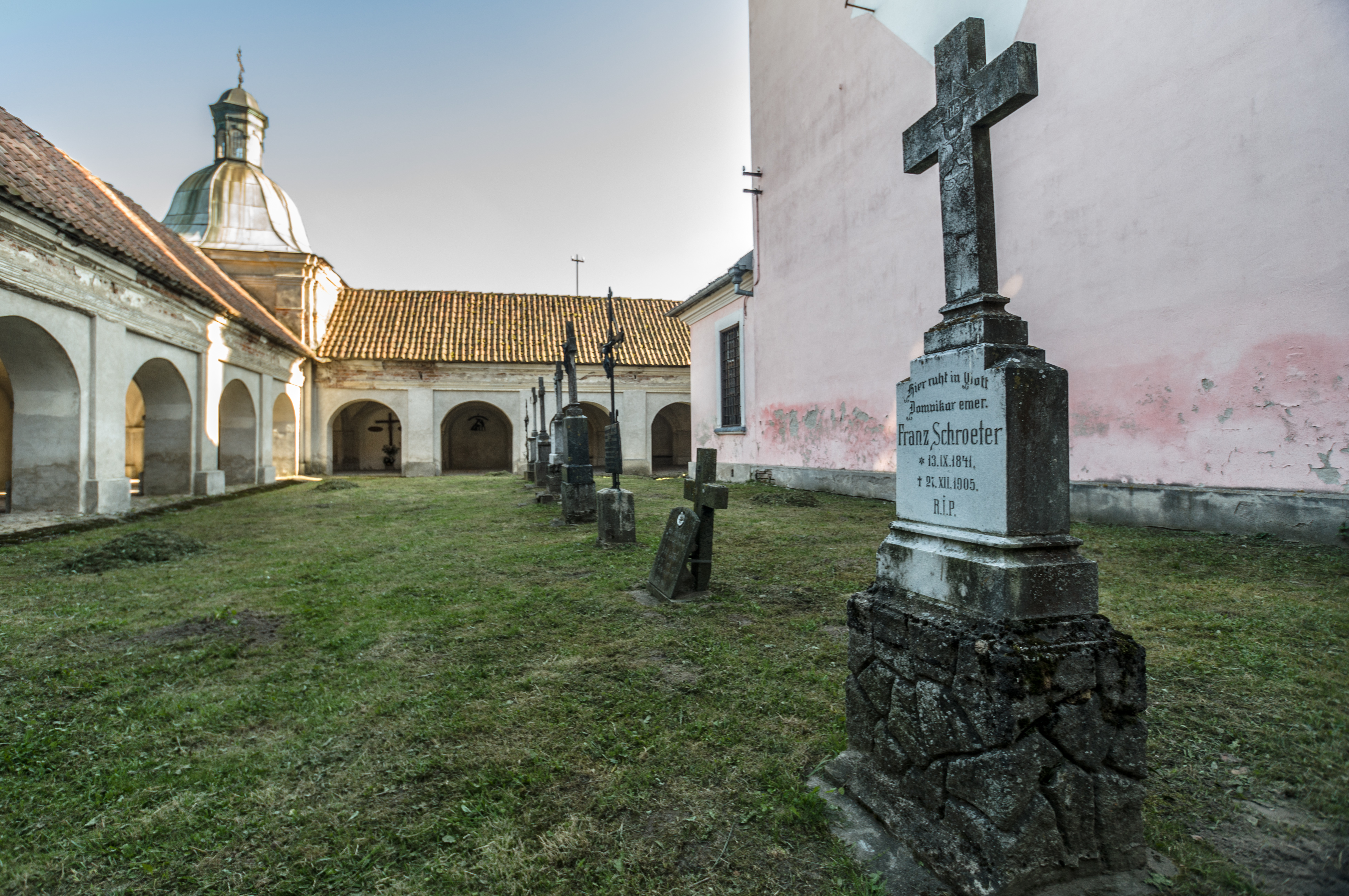
Cmentarz na tyłach kościoła
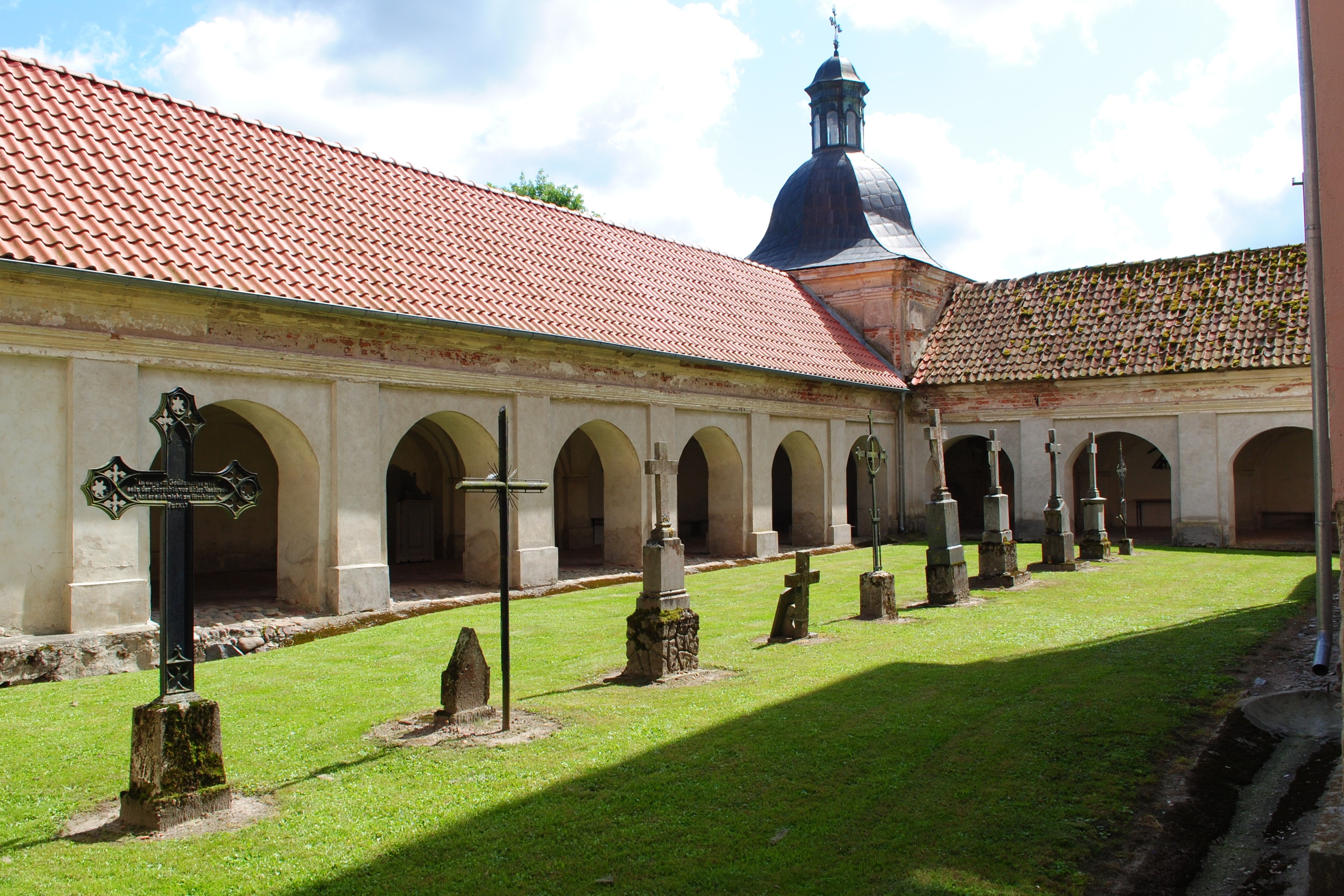
Cmentarz na tyłach kościoła
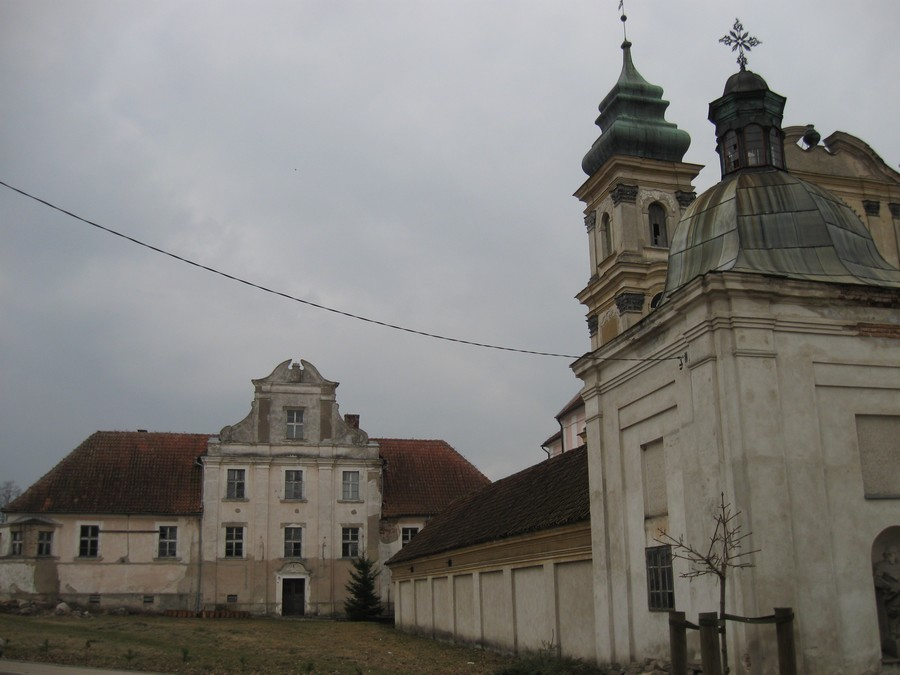
Plebania w dawnym domie księży emerytów
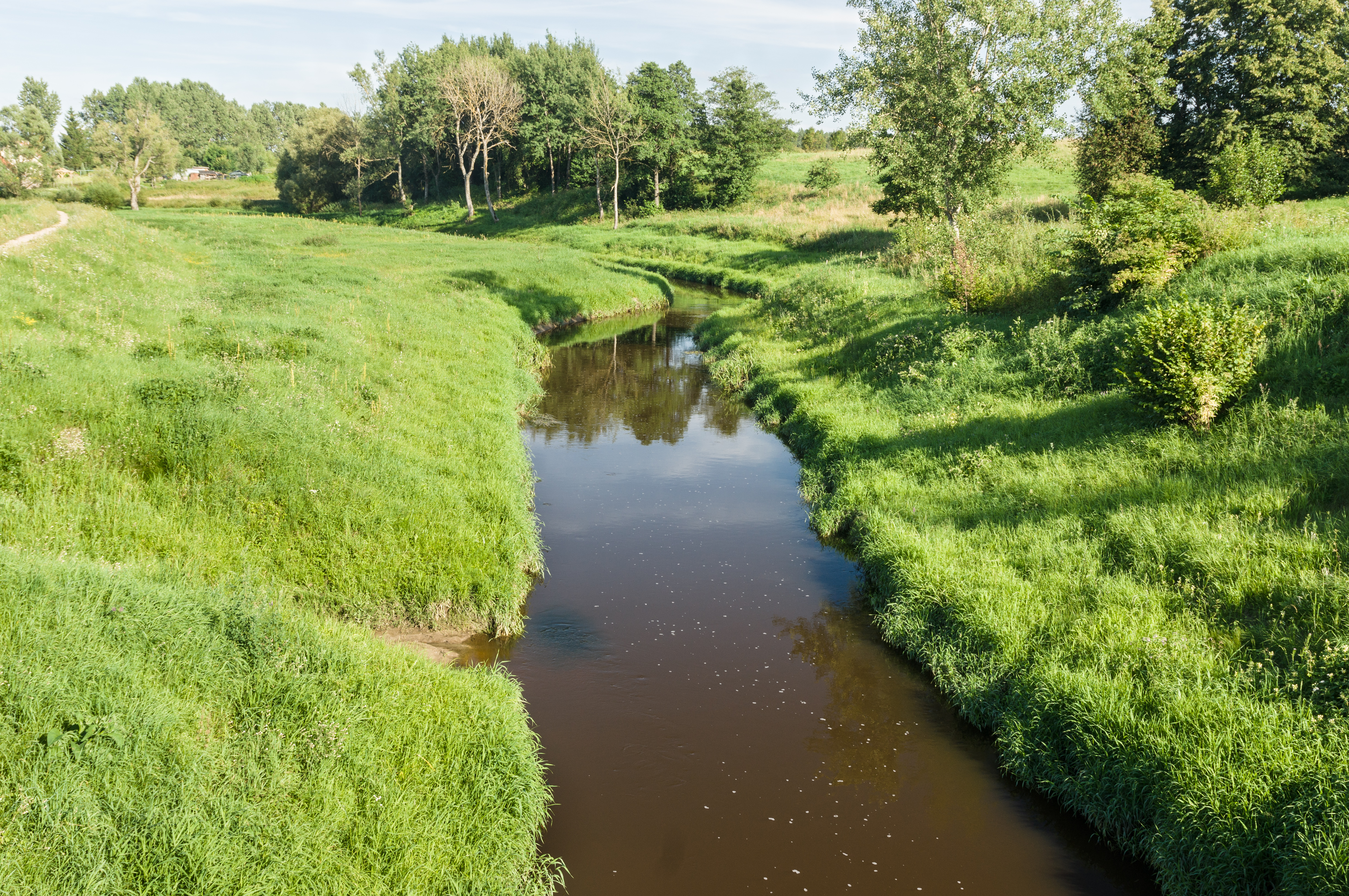
Drwęca Warmińska w okolicach zespołu pielgrzymkowego w Krośnie